# Güsten
Güsten település Németországban, azon belül Szász-Anhalt tartományban. Lakosainak száma 3962 fő (2023. december 31.).

## Népesség
A település népességének változása:
| Lakosok száma | 4163 | 4144 | 4023 | 4038 | 3962 |
|               | 2017 | 2019 | 2021 | 2022 | 2023 |